# Leptodius exaratus
Leptodius exaratus är en kräftdjursart som först beskrevs av H. Milne Edwards 1834.  Leptodius exaratus ingår i släktet Leptodius och familjen Xanthidae. Inga underarter finns listade i Catalogue of Life.